# Portrait du jeune homme en feu
Portrait du jeune homme en feu est un épisode de la série télévisée d'animation Les Simpson. Il s'agit du sixième épisode de la trente-troisième saison et du 714e de la série.

## Synopsis
Smithers trouve le grand amour avec un célèbre créatreur de mode, mais sa nouvelle relation va-t-elle détruire Springfield ?

## Réception
Lors de sa première diffusion, l'épisode a attiré 3,47 millions de téléspectateurs.